# هارينجي بورو
هارينجي بورو (بالإنجليزية: .Haringey Borough F.C)‏ هو نادٍ لكرة القدم يقع مقره في توتنهام في منطقة هارينجي بلندن، إنجلترا.